# Henrykowo Wielkopolskie
Henrykowo Wielkopolskie – zlikwidowany przystanek kolejowy w Henrykowie na linii kolejowej Krzelów – Leszno Dworzec Mały, w powiecie leszczyńskim, w województwie wielkopolskim, w Polsce.